# Sorbus randaiensis
Sorbus randaiensis là loài thực vật có hoa trong họ Hoa hồng. Loài này được (Hayata) Koidz. miêu tả khoa học đầu tiên năm 1913.